# Савчин Марія Володимирівна
Марія Володимирівна Савчин (нар. 19 грудня 1940, село Колоденці, тепер Кам'янка-Бузького району Львівської області) — українська радянська діячка, ланкова колгоспу імені Жданова Кам'янка-Бузького району Львівської області. Герой Соціалістичної Праці (15.12.1972). Депутат Верховної Ради УРСР 8—9-го скликань.

## Біографія
Народилася в селянській родині. Освіта середня спеціальна.
З 1955 року — колгоспниця, з 1957 року — ланкова-буряковод колгоспу імені Жданова Кам'янка-Бузького району Львівської області.
Член КПРС з 1967 року.
Працювала керівником сільськогосподарського товариства з обмеженою відповідальністю «Жовтанці» села Жовтанці Кам'янка-Бузького району Львівської області.
Потім — на пенсії в селі Жовтанці Кам'янка-Бузького району Львівської області.

## Нагороди
- Герой Соціалістичної Праці (15.12.1972)
- два ордени Леніна (;15.12.1972)
- ордени
- медалі